# Andres Soriano sr.
Andres Soriano sr. (Manilla, 8 februari 1898 - Boston, 30 december 1964) was een Filipijns zakenmagnaat en industrieel. Hij was de topman van San Miguel Corporation en tientallen andere bedrijven in de Filipijnen en daarbuiten en stond tevens bekend als een groot filantroop.

## Biografie
Andres Soriano sr. werd geboren op 8 februari 1898 in de Filipijnse hoofdstad Manilla. Zijn ouders waren Margarita Roxas en Eduardo Soriano, een ingenieur. Soriano studeerde aan het Ateneo de Manila en vertrok daarna voor vervolgopleiding naar Europa. Daar studeerde hij eerst aan Stonyhurst College in het Engelse graafschap Lancashire. Aansluitend behaalde hij zijn bachelor-diploma handel aan de Escuela Superior de Commercio in de Spaanse hoofdstad Madrid.
Na zijn beëdiging als accountant begon hij zijn carrière begon hij als accountant bij de San Miguel Brewery. Toen hij een jaar in dienst was werd hij benoemd tot manager. Hij realiseerde belangrijke efficiencyverbetering in de fabrieksprocessen en werd vijf jaar later benoemd tot algemeen directeur en weer later gekozen tot president van het bedrijf.
Kort na de Japanse invasie in de Filipijnen in 1941, diende Soriano sr. als kapitein in Bataan, waar hij promotie maakte tot majoor en door generaal Douglas MacArthur als assistent aan president Manuel Quezon werd toegewezen tijdens diens reis vanuit de Filipijnen naar Australië en later naar de Verenigde Staten. In de VS diende Soriano als minister van financiën in het regering-in-ballingschap van Quezon. Na de landing van de Amerikaanse troepen in Leyte in 1944 vocht hij in februari 1945 met de rang van kolonel aan het front in Manilla. Hiervoor kreeg hij na de oorlog diverse onderscheidingen van de Amerikaanse en Filipijnse overheid.
Na de Tweede Wereldoorlog bouwde hij zijn bedrijvenimperium verder uit. Behalve San Miguel, bestond de groep bedrijven waar Soriano de scepter over zwaaide uit vele bedrijven uit de Filipijnen en daarbuiten, waaronder American International Hardwood Company, Ansor Corporation, Atlas Consolidated Mining and Development Corporation, Bislig Bay Lumber Co., Commonwealth Insurance Co. Industrial Textile Manufacturing, Philippine Air Lines, Philippine Electrical Manufacturing en Philippine Oil Development Corporation. Hij stond bekend als een grote filantroop. Hij doneerde grote bijdragen aan cultuur- onderwijs-, maatschappelijke en wetenschappelijke instellingen.
Soriano sr. overleed in 1964 op 66-jarige leeftijd in het Massachusetts General Hospital in Boston. Hij was getrouwd met Carmen de Montemar met wie hij twee kinderen kreeg: Jose Mariano en Andres jr., die hem kort na zijn dood op zou volgen als topman bij San Miguel en alle andere bedrijven in handen van de A. Soriano holding.